# Carpomys phaeurus
Carpomys phaeurus — вид гризунів родини Muridae. Зустрічається тільки на Філіппінах. Його природне місце проживання — субтропічні або тропічні сухі ліси.

## Опис
Це гризун середнього розміру з довжиною голови й тулуба 195 мм, довжиною хвоста від 156 до 178 мм, довжиною лапи від 31 до 32 мм, довжиною вух 19 мм і вагою до 123 грамів. Шерсть м'яка, густа, шерстиста. Верхня частина темно-палева з чорними відблисками. Навколо очей є більш темні кільця. Вуха злегка прикриті шерстю. Черевні частини білі. Ноги сріблясто-коричневі, а пальці білі. Хвіст укритий коричнево-рудим волоссям.

## Спосіб життя
Це нічний і деревний вид. Харчується переважно насінням.